# Spathelia yumuriensis
Spathelia yumuriensis är en vinruteväxtart som beskrevs av Marie-vict.. Spathelia yumuriensis ingår i släktet Spathelia och familjen vinruteväxter. Inga underarter finns listade i Catalogue of Life.